# Serrinha (Rio Grande do Norte)
Serrinha, município no estado do Rio Grande do Norte (Brasil). De acordo com o censo realizado pelo IBGE (Instituto Brasileiro de Geografia e Estatística) no ano 2024, sua população é de 6.609 habitantes. Área territorial de 193 km², o que corresponde a uma densidade populacional de 34,2 hab/km².